# Brachylinga pavida
Brachylinga pavida är en tvåvingeart som först beskrevs av Daniel William Coquillett 1893.  Brachylinga pavida ingår i släktet Brachylinga och familjen stilettflugor. Inga underarter finns listade.